# Family Matters
Family Matters é uma sitcom estadunidense sobre uma família afro-americana de classe média que vive na cidade de Chicago, no Illinois. Foi exibida pela ABC de 22 de setembro de 1989 a 9 de maio de 1997, depois ganhou mais uma temporada na CBS de 19 de setembro de 1997 a 17 de julho de 1998. A série e um spin-off de Perfect Strangers, Harriette Winslow, a mãe da família, era originalmente operadora de elevador no escritório do jornal Chicago Chronicle na terceira e quarta temporadas de Perfect Strangers.
Com nove temporadas e 215 episódios, o Family Matters tornou-se a terceira sitcom mais longa da televisão americana, com um elenco afro-americano.

## Enredo
A série originalmente focava no policial Carl Winslow e sua família: a esposa Harriette, o filho Eddie, a filha mais velha Laura e a filha mais nova Judy (que apareceu na quarta temporada). No meio da primeira temporada, no episódio "Laura's First Date", a série apresentou o vizinho nerd de Winslow, Steve Urkel (Jaleel White), que rapidamente se tornou o personagem principal do programa. À medida que o programa progredia, os episódios começaram a centrar-se cada vez mais em Steve Urkel e em outros personagens também interpretados por White, incluindo o alter-ego de Steve, Stefan Urquelle, e sua prima, Myrtle Urkel. 

## Elenco e Personagens
- Reginald VelJohnson - Carl Otis Winslow
- Jo Marie Payton / Judyann Elder - Harriette Baines Winslow
- Darius McCrary - Edward "Eddie" Winslow
- Kellie Shanygne Williams - Laura Lee Winslow
- Rosetta LeNoire - Estelle "Mother" Winslow
- Jaleel White -  Steve Urkel
- Michelle Thomas - Myra Monkhouse

- Jaimee Foxworth - Judith "Judy" Winslow
- Telma Hopkins - Rachel Baines Crawford
- Orlando Brown - Jerry Jamal "3J" Jameson

## Produção
A série foi filmada em frente a uma platéia ao vivo; Os episódios produzidos pela Lorimar foram filmados no Lorimar Studios (mais tarde Sony Pictures Studios) em Culver City, Califórnia, enquanto os episódios produzidos pela Warner Bros. foram filmados na Warner Bros. Studios em Burbank. 
A casa mostrada no início e no final dos créditos de abertura, bem como nas passagens de cenas, estava localizada em West Wrightwood Avenue, 1516 em Chicago, até ser demolida para virar um condomínio.  
No início de 1997, o canal CBS resolveu adquirir os direitos de Family Matters e Step by Step da ABC, após o canal cancelar ambas as séries. Embora continuasse a perder audiência em comparação com anos anteriores, foi inicialmente um modesto sucesso na CBS.  
A série ganhou um spin-off chamado "Meego", no entanto, foi um fracasso de audiência e critica, e acabou sendo cancelado após seis episódios. Perto do final da nona temporada, o elenco foi informado de que uma décima e última temporada estava sendo planejada, mas o canal preferiu finalizar a atração na 9ª temporada.  

## Crossovers
Family Matters é ambientado no mesmo "universo da TV" de vários outros seriados relacionados ao bloco TGIF da ABC, por isso houve alguns crossovers entres os programas.
- Full House - No episódio "Stephanie Gets Framed" da quarta temporada, Urkel ajuda Stephanie Tanner a lidar com sua ansiedade depois que ela descobre que precisa usar óculos porque sua visão está ficando ruim.
- Boy Meets World - No episódio "Beauty and the Beast", de Family Matters, Urkel enviou uma carta para seu amigo Cory Matthews, que morava na Filadélfia. Em um episódio de Boy Meets World, Cory diz que recebeu uma carta de seu amigo Steve. Os personagens nunca se encontraram em nenhuma das duas série. (No spin-off Girl Meets World, Reginald VelJohnson fez uma aparição como "James", um policial da NYPD).
- Step by Step - Na transmissão original da ABC, a frase final do episódio da terceira temporada de Family Matters, "Brains Over Brawn", é interrompida com a abertura do segundo episódio de Step By Step, "The Dance". O pacote de vôos a jato de Urkel faz com que ele voe pelo teto dos Winslows e ele cai em Port Washington, Wisconsin, onde a família Lambert-Foster está curtindo um churrasco. Antes de voltar, Urkel ajuda seu colega Mark Foster em um trabalho de ciências, e anima os espíritos de Alicia "Al" Lambert depois que seu possível encontro a deixa. Urkel também faz uma breve aparição no episódio, "A Star Is Born" de 1997, tirando uma claquete no set do filme em que Al estava fazendo.

## Exibição no Brasil
Apesar do sucesso internacional, a série nunca foi exibida originalmente no Brasil.